# E21 (Maleisië)

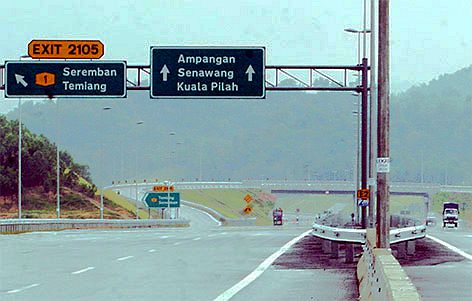
De E21

De E21 of Lebuhraya Kajang–Seremban (LEKAS) (Kajang–Seremban Expressway) is een autosnelweg in Maleisië. De snelweg is 44,3 kilometer lang en verbindt Kajang met Seremban. De E21 werd afgewerkt in 2009.
E1 ·
E2 ·
E3 ·
E4 ·
E5 ·
E6 ·
E7 ·
E8 ·
E9 ·
E10 ·
E11 ·
E12 ·
E13 ·
E14 ·
E15 ·
E16 ·
E17 ·
E18 ·
E19 ·
E20 ·
E21 ·
E22 ·
E23 ·
E24 ·
E25 ·
E26 ·
E27 ·
E28 ·
E29 ·
E30 ·
E31 ·
E32 ·
E33 ·
E35 ·
E36 ·
E37 ·
E38 ·
E39 ·